# Cheat (Computerspiele)

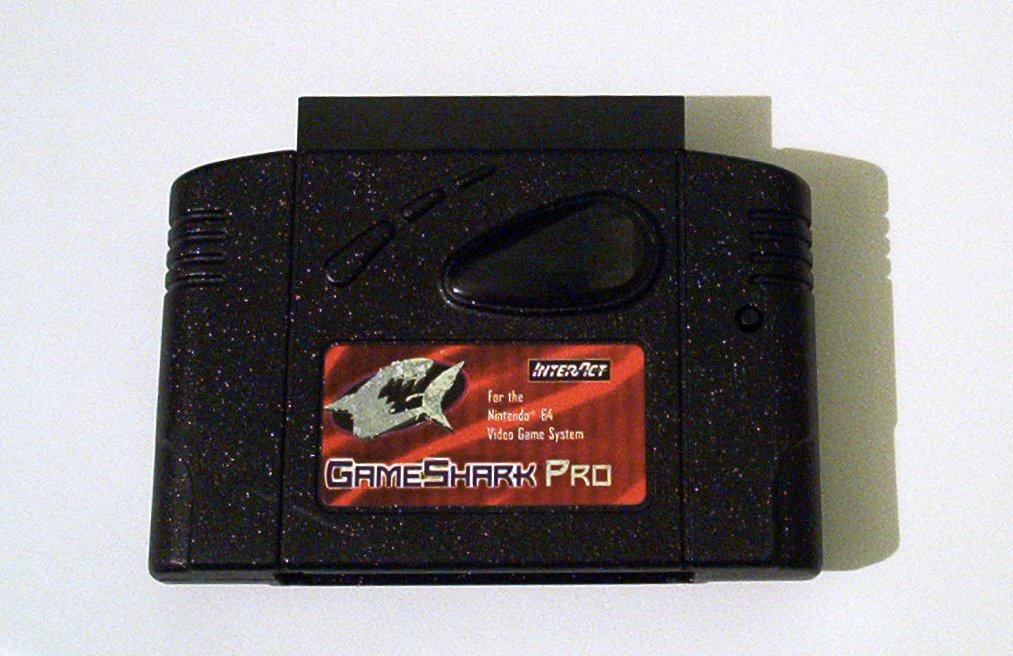
Cheatmodul „Gameshark“ für Nintendos N64

Als Cheat (englisch für Betrug, Schwindel) wird die Möglichkeit bezeichnet, in einem Computerspiel selbst oder durch externe Programme das Spiel in einer nicht dem gewöhnlichen Spielverlauf entsprechenden Weise zu beeinflussen. Es handelt sich dabei beispielsweise um Tricks, mit denen schwere Abschnitte eines Spielabschnitts („Level“) übersprungen werden können oder der Spieler zusätzliche Lebensenergie, mehr Munition oder weitere Einheiten erhält. In der Regel sind diese Funktionen zu Testzwecken für die Entwicklungsphase des Spiels einprogrammiert.
Das Anwenden von Cheats hat einen großen Einfluss auf den Spielablauf, da grundlegende Regeln des Spiels durch Cheats außer Kraft gesetzt werden. Während dies in Einzelspieler-Spielen geduldet ist und die Möglichkeit zu cheaten heute meist bereits vom Spieleentwickler eingebaut (oft raffiniert versteckt) ist, ist es bei Mehrspieler-Spielen geächtet und kann zu einem Bann führen. In Einzelspieler-Spielen sind Cheats ebenfalls geächtet, wenn sich Spieler dadurch in einem Speedrun Vorteile verschaffen oder diese für eine hohe Platzierung auf der Highscore-Tabelle ausnutzen. Spieler, die sich durch Cheats einen Vorteil verschaffen, werden als Cheater bzw. Hacker in Online-Spielen durch externe Programme bezeichnet und meist, soweit möglich, vom Spiel ausgeschlossen. Trotz dieser Gefahr gibt es immer wieder einzelne Spieler, die sich Cheats zu Nutze machen. Eine Studie zum Spiel Anno 1800 zeigt nämlich, dass sich die Nutzung von Cheats positiv auf unsere Zufriedenheit auswirken kann.
Gerade bei reinen Mehrspieler- bzw. Onlinespielen und im E-Sport liegt es im Interesse des Spieleentwicklers, das Cheaten möglichst zu unterbinden, da sonst der Spielspaß bei den fair spielenden Teilnehmern leidet (kein Fair Play) und somit auch der kommerzielle Erfolg eines Spiels bedroht wird und zu Disqualifikation führt. Den Einsatz von ungewollten Cheats zu verhindern, ist für Spielehersteller ein hoher Aufwand und kann niemals völlig garantiert werden. Der Spieleentwickler Blizzard Entertainment hat auf seiner Online-Spieleplattform Battle.net manchmal schon zu drastischen Mitteln gegriffen, um das Cheaten zu unterbinden. So wurden bei potentiellen Cheatern Benutzerdaten gelöscht (in diesem Fall: Spielercharaktere) oder ganze Spielerkonten gesperrt. Diese Möglichkeit der Einflussnahme besteht allerdings nur, wenn das Onlinespiel auf den zentralen Servern des Spieleherstellers betrieben („gehostet“) wird, was bei den meisten Onlinespielen nicht der Fall ist – die meisten erfordern nur eine direkte Verbindung zwischen den Rechnern der Spieler mit einem Gameserver im Internet, die jedoch selten einer Überwachung durch die Spielehersteller unterliegt. Es gibt aber auch die Vernetzung von Computern auf sogenannten LAN-Partys.

## Cheat-Techniken
Es kann grundsätzlich zwischen mehreren Techniken des Cheats unterschieden werden.

### Speichermanipulation
Zu Zeiten der 8-Bit-Architektur konnten Programme während des Ladevorganges mit POKE-Befehlen überschrieben werden um das Spiel gezielt zu manipulieren. Anfangs wurden diese in Computerspielemagazinen abgedruckt, bis die Routinen bei neueren Spielen zu komplex wurden. Zudem wurden Module gekauft, die das Spiel pausierten und dann mit POKE und PEEK Bereich im Arbeitsspeicher ausgelesen, das Spiel fortgesetzt und wieder pausiert und analysiert sowie das Spiel dann gezielt manipuliert werden. Auch einige Programmfehler konnten so behoben werden.
Bei neueren Systemen werden mit einem speziellen Debugger, einem sogenannten Trainer der Arbeitsspeicherinhalt verändert. Einige Emulatoren, wie ZSNES, enthalten solche Trainer bereits. Gemeinsam ist diesen Debuggern, dass sie eine Suchfunktion für Variablen beinhalten, die aus dem Arbeitsspeicher jene Adressen heraussucht, welche zu bestimmten Zeiten bestimmte Werte enthalten, anhand denen sie sich Werten im Spiel wie den Lebenspunkten, Treibstoff oder Munition zuordnen lassen. Diese werden dann auf einen hohen Wert gesetzt, üblicherweise alle enthaltenen Bytes auf 0x7F, um auch bei vorzeichenbehaften Zahlen den größtmöglichen Nutzen zu erhalten. Bequemer als einen Wert händisch zu setzen ist das sogenannte Einfrieren, bei welchem der Trainer den Wert immer wieder von neuem setzt.
In der Regel läuft das Trainer-Programm im Hintergrund parallel zum Spiel und horcht auf einen bestimmten Tastendruck des Spielers. Wird dieser Tastendruck empfangen, wird der Trainer aktiv.
Anstatt in das laufende Programm einzugreifen, besteht auch die Möglichkeit, gespeicherte Spielstände zu manipulieren. Dies geschieht entweder per Hand mit einem Hex-Editor oder mit einem Programm, das diesen Vorgang automatisiert. Viele Entwickler sind jedoch inzwischen dazu übergegangen, die Manipulation an Spielständen mit Prüfsummen oder Verschlüsselung zu verhindern.
Es ist auch möglich, den Maschinencode des Spiels selber entweder durch Verändern der ausführbaren Dateien auf der Festplatte (verwenden eines Cracks) oder während der Laufzeit durch Patchen des Arbeitsspeichers zu ändern. Letzteres geschieht entweder durch ein neben dem Spiel laufendes Programm oder durch pro Spielsitzung einmalige DLL-Injection. Mit einer auf diese Weise zusätzlich geladenen DLL kann die Funktionalität eines Programms beliebig erweitert werden.

### Ausnutzung von Programmfehlern
Das Ausnutzen von Programmfehlern (Programmfehler bei Computerspielen werden in dem Zusammenhang auch Glitch genannt), auch Bugusing oder Bugabusing genannt, die vom Spielentwickler bisher nicht entdeckt oder korrigiert worden sind, erlaubt dem Spieler, Aktionen im Spiel auszuführen, die vom Entwickler nicht vorgesehen waren. Das Finden solcher Fehler erfolgt meist zufällig und erfordert bei gezielter Suche meist viel Zeit. Auch das Ausnutzen solcher Fehler erfordert teilweise einiges an Übung, bis der gewünschte Effekt erzielt wird. Bei Online-Spielen werden Spieler, die solche Fehler ausnutzen, häufig als Buguser (frei übersetzt Fehlernutzer) oder Exploiter, Bugabuser (beides Fehlerausnutzer, Fehlermissbrauchender) bezeichnet. Es wird zum Beispiel dazu verwendet, um an Orte zu gelangen, die eigentlich nicht für die Spieler bestimmt sind und dem Spieler Tarnung oder einen Vorteil bieten.
Bugusing kann auch bei PHP, JavaScript, Perl und anderen Programmiersprachen auftreten, es gibt allerdings dabei keine Beschränkung auf Skriptsprachen für dynamische Internetseiten. Letztere werden unter anderem für viele Browserspiele verwendet (Beispiel: OGame). Durch Sicherheitslücken in der Sprache können Programmabläufe geändert, Daten gelöscht oder ein uneingeschränkter Zugriff auf den Server geschaffen werden.
In Online-Spielen können ebenfalls Verzögerungen (sogenannte Lags) im Spiel ausgenutzt werden, um sich einen Spielvorteil zu verschaffen.

### Script-Cheating
Eine Cheatvariante, die dem Bugusing ähnelt, ist das Cheaten durch spielinterne Skripts. Viele Spiele, wie zum Beispiel Counter-Strike, bieten eine interne Skriptsprache an, die im Mehrspielermodus normalerweise nur für harmlose Befehle genutzt werden kann. Durch bestimmte Kombinationen dieser Befehle kann es jedoch zu Effekten kommen, die den Cheatprogrammen z. T. stark ähneln. Solche Effekte sind zum Beispiel:
NoRecoil/Anti-Recoilvermindert den typischen „Verzug“ (englisch recoil = Rückstoß) von Waffen und erlaubt so das dauerhafte Schießen, ohne dass die Zielgenauigkeit (erheblich) sinkt.
Teleporterlaubt das Teleportieren – selbst wenn das Spiel selbst dies nicht anbietet. Die Funktionsweise ist oft ein mehrfacher Teamwechsel, so dass ein Fehler beim sogenannten Re-Spawnen entsteht und man sich auf der Startposition der Gegner befindet.
180°-Turn/Fast-Turnermöglicht das blitzschnelle Drehen um 180°, um Gegner, welche von hinten attackieren, schneller bekämpfen zu können.
Das Scriptcheating ähnelt dem Bugusing sehr stark und überschneidet sich z. T. auch. Beim Bugusing wird jedoch sehr oft auf andere Art und Weise gehandelt als beim Scriptcheating. Dennoch werden auch Scriptcheater als Exploiter bezeichnet.
Oft ist der Übergang von Script-Cheating und Optimieren der Grafik-Einstellungen eines Spiels („game engine tuning“) fließend. Beispielsweise kann bereits ein Verändern der Gamma-Werte zur Aufhellung dunkler Bereiche als Cheaten gewertet werden.

### Makros, Bots und Maschinenlernen
Makros sind Programme oder Skripte, die dem Spiel Spielereingaben wie Tastendrücke und Mausbewegungen vorgaukeln. Der Spieler kann so einen Vorteil gegenüber anderen erlangen, weil Eingaben durch Makros schneller, präziser oder ausdauernder durchgeführt werden können, als es der Spieler selbst könnte.
Bots (vom englischen Robots = Roboter) sind im Grunde eine Erweiterung des Makro-Konzepts. Sie analysieren die Ausgaben des Spiels und reagieren auf erkannte Informationen oder Ereignisse mit simulierten Eingaben.
Da Makros und Bots Eingaben an das Spiel nicht anders als „reale“ Spieler senden, sind sie bedeutend schwerer zu entdecken als Cheats, die sich anderer Methoden bedienen.
Folgende Cheats können als Makros bzw. Bots eingestuft werden:
Aimbotbezeichnet bei Ego-Shootern ein externes Programm, das dem Spieler hilft, auf seine Gegner zu zielen und zu schießen, indem zum Beispiel der Mauscursor automatisch auf das Ziel gesetzt und eventuell auch noch ein Schuss ausgelöst wird. Dadurch hat der Spieler einen enormen Vorteil gegenüber seinen Mitspielern, da der Aimbot wesentlich schneller und präziser reagieren kann als ein menschlicher Spieler. Es gibt verschiedene Arbeitsweisen von Aimbots. Einige Aimbots erkennen Spieler, auch wenn sie sich außerhalb des Sichtfelds befinden. Andere Aimbots hingegen suchen auf dem Bildschirm nach der Textur des Spielers, der Einsatz eines solchen Aimbots setzt mitunter eine Veränderung der Texturen für Spielfiguren voraus, damit das Programm die Figuren als solche erkennen kann. Spielfiguren bekommen deshalb zum Beispiel grelle Farben zugewiesen (cham-hack; Chamäleon), die sonst im Spiel eher nicht auftauchen. Da bei neueren Spielen ein Austauschen der Texturen nicht mehr so ohne weiteres möglich ist, funktionieren aktuelle Aimbots etwas anders. Sie unterstützen den Spieler beim Zielen, nehmen diesem die Aufgabe aber im Gegensatz zum TriggerBot nicht vollständig ab. Neuere Ansätze nutzen maschinelles Lernen. Dabei werden KI-Routinen trainiert, um automatisiert Feinde zu erkennen. Da die Datenquelle das abgegriffene Videosignal ist und die Zielbewegungen des Spielers ebenfalls über Hardware eingespeist wird, lässt es sich schwer aufspüren.
Craftingbotbezeichnet bei Onlinerollenspielen ein externes Programm, das es dem Spieler ermöglicht, seine Spielfigur vollautomatisch Gegenstände im Spiel handwerklich herstellen zu lassen.
Grindbotbezeichnet bei Onlinerollenspielen ein externes Programm, das es dem Spieler ermöglicht, seine Spielfigur vollautomatisch im Spiel zu steuern und der Bot dadurch meist den gesamten Kampf übernimmt.
Miningbotbezeichnet bei Onlinerollenspielen ein externes Programm, das es dem Spieler ermöglicht, seine Spielfigur vollautomatisch Ressourcen im Spiel abbauen zu lassen.
Petbotbezeichnet bei Onlinerollenspielen ein externes Programm, das es dem Spieler ermöglicht, seine Spielfigur und sein Pet (Tier, Vehikel) vollautomatisch im Spiel steuern zu lassen.
SpeedhackErmöglicht dem Spieler, sich außergewöhnlich schnell fortzubewegen. Dies kann dem Benutzer des „Hacks“ unfaire Vorteile verschaffen, da er zum Beispiel schneller in die Reichweite zum Gegner oder aus ihr kommt oder dem Gegner ein schlechteres Ziel bieten kann. Der Spieler hat hierdurch auch die Möglichkeit, schneller an bestimmte Punkte im Spiel zum Aufsammeln von Gegenständen oder Rohstoffen zu gelangen.

#### Manipulation von Open-Source-Spielen
Bei den weniger verbreiteten Open-Source-Spielen ist eine Manipulation auch durch die direkte Bearbeitung des Quellcodes möglich.

#### Save Scumming/Scum Saving
In Spielen, bei denen nur der derzeitige Spielverlauf gespeichert und fortgesetzt werden kann (z. B. in Rogue-likes), wird der Spielstand nach dem Speichern kopiert. Der Spieler kann nun jederzeit den manuell gesicherten Spielstand zurückkopieren.

### Manipulation der Spielgrafik

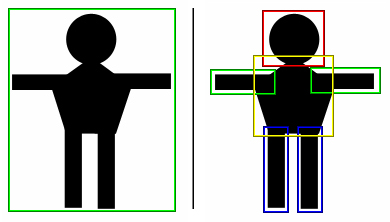
Beispiel einer Hitbox

Die Manipulation der Spielgrafik kann dem cheatenden Spieler auf vielfältige Weise Vorteile verschaffen.
Fast immer ist die Technik hinter der Manipulation die gleiche. Bedingt durch technische Einschränkungen und Schutzmaßnahmen des Betriebssystems kann ein Cheat nicht ohne weiteres auf den Bildschirm zeichnen und nur sehr eingeschränkt auf die Zeichnungen eines Spiels zugreifen. Um die Grafik dennoch analysieren, verändern und sogar anreichern zu können, lenken Cheats die Grafikdaten, die eigentlich direkt über den Grafiktreiber zur Grafikkarte gesendet werden sollten, zu sich selbst um. So bekommt der Cheat Zugriff auf die Grafikdaten und kann sie nach der Manipulation selbst zum Grafiktreiber senden.
Folgende Cheats arbeiten mit dieser Technik:
Bots(siehe Abschnitt Makros/Bots) Diese Hacks nutzen diese Technik ausschließlich, um die Ausgabe des Spiels zu analysieren, beispielsweise, um die Position eines Gegners auf dem Bildschirm festzustellen.
Cham-Hacks
Bei einem Cham-Hack (abgeleitet von Chamäleons) werden die Texturen auf den Spielmodellen so verändert, dass sie leichter zu sehen sind – vorrangig durch grelle Farben. Dies erleichtert es z. B., eigene Mitspieler von gegnerischen zu unterscheiden. Diese Technik wird unter anderem auch in Kombination mit Aimbots eingesetzt. Erweiterte Varianten dieser Technik kombinieren die grellen Farben mit einem Wallhack – dabei werden die tatsächlich treffbaren Bereiche der Gegnermodelle mit einer anderen Farbe dargestellt (oder es werden nur diese Bereiche eingefärbt).
Hitbox
Bei der Hitbox (Trefferkasten) wird bei den Spielfiguren ein normalerweise nicht sichtbarer Bereich angezeigt, der für die Berechnung von Kollisionen und/oder Trefferabfragen genutzt wird. Der Cheater kann so besser sehen, wo er den Gegner treffen muss.
Verändern des Spieler-Skins
Bei diesem Cheat wird der Skin des Spiels geändert, ohne dass dies vom Entwickler beabsichtigt wurde. Bei diesem Cheat verschafft der Spieler sich keinen Vorteil im Spiel, weswegen es strenggenommen nur ein Mod ist. Beispiel ist der Nacktcheat.
Flashhack/SmokehackBei Ego-Shootern das Ausblenden der sichtverschlechternden Effekte, die beim Einsatz von Rauch- bzw. Blendgranaten entstehen.
MaphackEin Maphack ist ein populärer Cheat, der es in Echtzeit-Strategiespielen ermöglicht, die normalerweise nicht vollständig sichtbare Spielkarte gänzlich aufzudecken. Dies verschafft dem Spieler einen unfairen Vorteil gegenüber den anderen Spielern, da er dann sämtliche Aktionen im Spielgeschehen verfolgen kann, die anderen Spieler hingegen weiterhin nur alles in ihrem vom Spiel festgelegten Sichtbereich sehen können. Blizzard Entertainment ging juristisch gegen Hersteller von kostenpflichtigen Maphacks für StarCraft II vor. Durch regelmäßige Updates konnte sie den Anti-Cheat Maßnahmen des Herstellers umgehen.
Spike-Models
Hierbei werden die Spielfiguren durch Varianten ersetzt, bei denen die drei Raumachsen visuell durch sehr lange dünne Zylinder dargestellt werden. Dies ermöglicht es, die Spielfiguren durch Wände und Decken zu sehen.
WallhackDieser Cheat bezeichnet bei Ego-Shootern die Möglichkeit, Wände und Hindernisse halbtransparent erscheinen zu lassen, um so hindurchschauen zu können. Variationen dieses Cheats sind der Wireframe-Hack und der Lambert-Hack, welche Wände als Drahtgittermodell oder ganz weiß und ohne Schatten darstellen. Außerdem gibt es noch die XQZ-Variante, bei der die Wände und Hindernisse normal dargestellt werden, bestimmte Objekte wie zum Beispiel Gegner und Waffen jedoch dennoch so sichtbar sind, als ob kein Hindernis im Weg stünde. Eine Alternative zu teiltransparenten Wänden stellt die Markierung der Gegner durch sie umgebende Kästen dar. Man spricht auch von einem Wallhack, wenn ein Cheat es einem erlaubt, durch Wände hindurch zu gehen.

### Multihacks
Multihacks sind ein Paket aus vielen verschiedenen Hacks, die alle gleichzeitig eingesetzt werden können, um dem Spieler so einen noch größeren Vorteil zu verschaffen. Sie sind nötig, da viele Cheats in Kombination bedingt durch ihre Funktionsweise Konflikte auslösen und möglicherweise nicht funktionieren.

### Spielernamen-Cheats
In dieser Variante der Cheats werden beim Erstellen des Spielstands einfach Namen eingegeben, die z. B. unendliche Munition bewirken. Diese Methode benötigt einen Neustart des Spielstands, da man diese Cheats meist nicht auf laufende Spiele anwenden kann.

### Anzeigen von Gegner-Informationen und Ghosting
Bei diesem Cheat werden eigentliche geheime Informationen über den Gegner, wie Lebensanzeige, Inventar, Munition, Fähigkeiten und Position auf der Karte dem Cheater angezeigt. Ein freies Herumfliegen auf der Karte, ohne dabei gesehen zu werden, wird auch als Ghosting bezeichnet. Eine spezielle Technik ist das Stream Sniping, bei dem das Spiel in einem Livestream beobachtet wird, um dann mit diesen gewonnenen Informationen einen Angriff auf den bzw. die Spieler zu verüben.

### Modchips und Cheatmodule

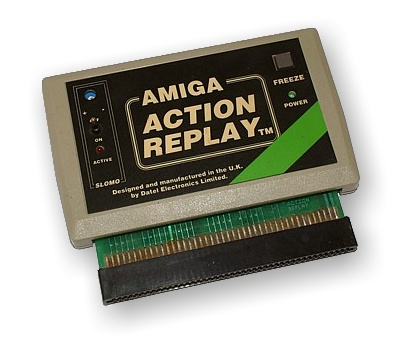
Das Action-Replay-Cheatmodul ist ein bekanntes Cheatmodul für mehrere Spielekonsolen. Hier abgebildet ist das Modul für die Amiga 500.

Bei Konsolenspielen müssen meistens Modchips oder Cheatmodule (in Deutsch auch Schummelmodule) eingesetzt werden, die die Firmware der Konsole modifizieren, so dass auf ihr die externe Cheat-Software aufgespielt werden kann. Durch diesen Vorgang verfällt die Hersteller-Garantie der Konsole, und es kann zu technischen Problemen kommen.

## Unfaires Spielen
Vom reinen Cheaten, was mit mogeln und betrügen übersetzt werden kann, sind unfaire Spielweisen im Allgemeinen abzugrenzen. Dies sind beispielsweise Griefing und Trolling, eine unfaire Verteilung der Spielteams, geheime Spieler-Allianzen im Spiel, ein Beobachten der Spieler auf der Karte in der Killcam, um einen Angriff zu planen (Ghosting), der Austausch und das Teilen von Items und Charaktern anstatt diese zu alleine zu erarbeiten (Twinking), Spawn-Kills und das Besetzen von Loot-Spawnern (Farming) oder das Abbrechen einer Spielsitzung um keinen Spielverlust zu erleiden.

## Entwickler-Cheatcodes
In den meisten Spielen sind absichtlich bestimmte Cheats als Testfunktionen integriert. Hiermit können Spieleentwickler beispielsweise während der Entwicklung eines Levels verschiedene Details testen, ohne dabei jedes Mal ein reguläres Spiel starten zu müssen. Diese Cheats können in der Regel auch von Spielern im Einzelspielermodus genutzt werden, falls eine bestimmte Stelle im Spiel zu schwer erscheint. Derartige Cheats sind in den meisten Fällen im Mehrspielermodus deaktiviert und nicht zur Nutzung durch die Spieler vorgesehen, können zu Testzwecken aber je nach Spiel und Einstellung auch dort aktiviert werden.
Einige häufig auftretende Entwicklercodes sind:
- god aktiviert den god mode (dt. „Gott-Modus“) in vielen Spielen. Dieser Code bewirkt, dass man im Spiel unverwundbar wird.
- noclip (Quake-Engine) bzw. ghost (Unreal Engine) deaktiviert die Kollisionserkennung und ermöglicht dadurch dem Spieler, durch Wände zu gehen bzw. zu schweben.
- unendlich Munition
- alle Ausrüstungsgegenstände bzw. Waffen

Bekannte oder bedeutende Cheat-Codes:
- IDDQD aktiviert den god mode in Doom und wird in vielen anderen Spielen als Hommage an das Spiel in verschiedenen Kontexten verwendet.[10]
- it is a good day to die (engl. „es ist ein guter Tag zum Sterben“) aktiviert den god mode in Warcraft II, die Phrase ist ein Zitat aus Star Trek.

Konami Code

- Oben, Oben, Unten, Unten, Links, Rechts, Links, Rechts, B, A, Start- oder Enter (schnell hintereinander auf dem Joypad gedrückt) ist ein universeller Cheatcode, der in Konami-Spielen zu finden ist.[10]

## Easter Eggs
Cheat-Codes, die lustige, aber keinen Vorteil verschaffende Dinge freischalten (zum Beispiel ein Foto der Entwickler oder einen Mülltransporter in einem Rennspiel), sind im eigentlichen Sinne keine Schummeleien und werden als Easter Eggs (Ostereier) bezeichnet.

## Anti-Cheat-Techniken
1. Closed Server bezeichnet das Abspeichern von Spielständen auf den Servern des Spieleherstellers. Der Spieler hat somit nicht die Möglichkeit, die Spielstände außerhalb des Spieles zu verändern. Dies bietet einen gewissen Schutz, verhindert aber nicht den Einsatz von Trainern oder anderen Programmen, die den Spielablauf beeinflussen.
2. Client/Server-basierende Techniken: Hierbei wird auf dem Client ein Programm gestartet, das mit einem auf dem Server installierten Programm kommuniziert und verifiziert, ob das Spiel auf dem Client modifiziert wurde, und etwaige Modifikationen an den Server meldet. (Anti-Cheat-Tool)
3. Auffällige Spielmuster beobachten und verdächtige Spieler bannen. Dies kann durch verschiedene Software oder durch eine Meldefunktion von unfairen Spielern geschehen oder direkt durch den Admin erfolgen. Statt eines Bans kann es auch nur zu einem Rauswerfen aus dem Server (Kick), einer Bestrafung oder dem Zurücksetzen des Spielfortschritts bei einem Cheater kommen.

Beispiel für 2:
Beispiel-Programme sind PunkBuster und Cheating-Death, die auf dem Rechner des Multiplayer- bzw. Onlinespielers installiert sein müssen, damit er an einem Spiel teilnehmen kann. Der Spielserver lässt nur Spieler zu, auf deren Computer das entsprechende Programm gestartet ist. Wird entdeckt, dass ein Spieler Cheats verwendet, so wird er vom Server entfernt. Da das Programm lokal auf dem entsprechenden Rechner läuft, kann es nach den bekannten Cheat-Techniken Ausschau halten und bei Bedarf Alarm schlagen. Es ist eine effektive Methode, Cheaten zu unterbinden, die auch von verschiedenen Spieleentwicklern unterstützt wird. Da solche Tools meist kernelnah arbeiten, ist der Betrieb unter alternativen Betriebssystem unmöglich. Derart geschützte Spiele lassen sich mit Wine oder CrossOver nicht unter Linux spielen. Durch geeignete Gegenmaßnahmen lassen sich jedoch auch solche Programme wiederum aushebeln. Das Szenario ist hierbei etwa mit Computerviren vergleichbar, ein stetiges Hin und Her zwischen Entwicklern und Cheatern.
Die Entwickler von Blizzard Entertainment haben ein Clientmodul namens „Warden“ (englisch für Wächter) entwickelt, welches regelmäßig Daten wie beispielsweise die Namen der Programmprozesse im Arbeitsspeicher und andere Daten an den Server übermittelt. Bei jeder Aktualisierung der World-of-Warcraft-Clientsoftware wird auch der Warden verändert, und jedes Zugangskonto ist mit einer anderen Version des „Warden“ verknüpft. Nicht allen Entwicklern von Cheats gelingt es immer rechtzeitig, sich an solche Neuerungen anzupassen, und so konnte das Unternehmen zum Teil große Erfolge beim Erkennen und Sperren von Cheatern vorweisen – auf Kosten der Privatsphäre aller Nutzer. Der „Warden“ späht nämlich nicht nur Speicherbereiche und CPU-Prozesse aus, welche ausschließlich für die Spielesoftware relevant sind, sondern alle. Der Client sendet die gesammelten Informationen nicht im Klartext an den Server. In der Nutzungsvereinbarung muss der Spieler sein Einverständnis dazu erklären oder auf das Spiel verzichten. Dass Millionen von Spielern freimütig in ihren Rechten eingeschränkt werden, führt aber nicht zwangsläufig zu einer cheatfreien Spielwelt. Intelligente Gegenmaßnahmen passen sich an die unterschiedlichen Wächterversionen an, gaukeln dem Schutzprogramm vor, dass sich alles innerhalb normaler Parameter befindet, scannen ihrerseits die Wardensoftware und entfernen sich und die Cheatprogramme selbsttätig aus dem Arbeitsspeicher, sobald eine unbekannte Version des Wächtermoduls erkannt wird. Diese Anti-Anti-Cheat-Software ist für gewöhnlich nicht kostenlos erhältlich.
Steam verwendet auch das Valve Anti-Cheat-Tool (VAC).